# A Grande Arte
A Grande Arte (título nos Estados Unidos: Exposure) é um filme brasilo-estadunidense de 1991, do gênero suspense, dirigido por Walter Salles, com roteiro de Matthew Chapman baseado no romance homônimo de Rubem Fonseca.

## Sinopse
O filme narra a busca do fotógrafo estadunidense Peter Mandrake pelo serial killer que assassinou sua amiga prostituta Gisela e estuprou sua namorada Marie. Para isso, ele se alia ao assassino profissional Hermes, perito na luta com facas, e se embrenha no submundo carioca e no deserto boliviano atrás dos seus antigos algozes.

## Elenco
- Peter Coyote .... Peter Mandrake
- Tchéky Karyo .... Hermes
- Amanda Pays .... Marie
- Raul Cortez .... Lima Prado
- Giulia Gam .... Gisela Martins
- Eduardo Conde .... Roberto Mitry
- René Ruiz .... José Zakkai (Nariz de ferro)
- Tonico Pereira ....  Rafael
- Miguel Ángel Fuentes .... Camilo Fuentes
- Cássia Kiss .... Mercedes
- Iza do Eirado .... Zélia
- Tony Tornado .... guarda-costas de José Zakkai
- Eduardo Waddington ... Lemos, o vendedor de facas
- Álvaro Freire
- Maria Alves ...Atendente do Hotel

## Principais prêmios e indicações
Troféu APCA 1991 (Brasil)
- Venceu na categoria de melhor fotografia e melhor atriz coadjuvante (Giulia Gam)[carece de fontes?]